# Janua anticorrugata
Janua anticorrugata är en ringmaskart som beskrevs av Vine 1972. Janua anticorrugata ingår i släktet Janua och familjen Serpulidae. Inga underarter finns listade i Catalogue of Life.